# Rusia en la Copa Mundial de Fútbol de 2002
La selección de Rusia fue uno de los 32 equipos participantes en la Copa Mundial de Fútbol de 2002, torneo que se llevó a cabo del 31 de mayo al 30 de junio en Corea del Sur y Japón.

## Clasificación

### Grupo 1

#### Tabla de posiciones
| Equipo             | Pts | PJ | PG | PE | PP | GF | GC | Dif |
| ------------------ | --- | -- | -- | -- | -- | -- | -- | --- |
| Rusia              | 23  | 10 | 7  | 2  | 1  | 18 | 5  | 13  |
| Eslovenia          | 20  | 10 | 5  | 5  | 0  | 17 | 9  | 8   |
| R.F. de Yugoslavia | 19  | 10 | 5  | 4  | 1  | 22 | 8  | 14  |
| Suiza              | 14  | 10 | 4  | 2  | 4  | 18 | 12 | 6   |
| Islas Feroe        | 7   | 10 | 2  | 1  | 7  | 6  | 23 | -17 |
| Luxemburgo         | 0   | 10 | 0  | 0  | 10 | 4  | 28 | -24 |

### Partidos
| Fecha                   | Lugar      | Partido            | Partido | Partido   | Partido | Partido            |
| ----------------------- | ---------- | ------------------ | ------- | --------- | ------- | ------------------ |
| 2 de septiembre de 2000 | Zúrich     | Suiza              |         | 0:1 (0:0) |         | Rusia              |
| 11 de octubre de 2000   | Moscú      | Rusia              |         | 3:0 (1:0) |         | Luxemburgo         |
| 24 de marzo de 2001     | Moscú      | Rusia              |         | 1:1 (1:1) |         | Eslovenia          |
| 28 de marzo de 2001     | Moscú      | Rusia              |         | 1:0 (1:0) |         | Islas Feroe        |
| 25 de abril de 2001     | Belgrado   | R.F. de Yugoslavia |         | 0:1 (0:0) |         | Rusia              |
| 2 de junio de 2001      | Moscú      | Rusia              |         | 1:1 (1:1) |         | R.F. de Yugoslavia |
| 6 de junio de 2001      | Luxemburgo | Luxemburgo         |         | 1:2 (0:1) |         | Rusia              |
| 1 de septiembre de 2001 | Liubliana  | Eslovenia          |         | 2:1 (0:0) |         | Rusia              |
| 5 de septiembre de 2001 | Tórshavn   | Islas Feroe        |         | 0:3 (0:2) |         | Rusia              |
| 6 de octubre de 2001    | Moscú      | Rusia              |         | 4:0 (3:0) |         | Suiza              |

## Jugadores
Datos corresponden a situación previo al inicio del torneo
Entrenador:  Oleg Romantsev
| No. | Pos. | Jugador               | Fecha de nacimiento (edad)         | Apa. | Club                   |
| --- | ---- | --------------------- | ---------------------------------- | ---- | ---------------------- |
| 1   | POR  | Ruslan Nigmatullin    | 7 de octubre de 1974 (27 años)     | 20   | Hellas Verona          |
| 2   | DEF  | Yuri Kovtun           | 5 de enero de 1970 (32 años)       | 44   | Spartak Moscow         |
| 3   | DEF  | Yuri Nikiforov        | 16 de septiembre de 1970 (31 años) | 56   | PSV Eindhoven          |
| 4   | MED  | Alexey Smertin        | 1 de mayo de 1975 (27 años)        | 25   | Bordeaux               |
| 5   | DEF  | Andrei Solomatin      | 9 de septiembre de 1975 (26 años)  | 5    | CSKA Moscow            |
| 6   | MED  | Igor Semshov          | 6 de abril de 1978 (24 años)       | 2    | Torpedo Moscow         |
| 7   | DEF  | Viktor Onopko         | 14 de octubre de 1969 (32 años)    | 97   | Oviedo                 |
| 8   | MED  | Valeri Karpin         | 2 de febrero de 1969 (33 años)     | 69   | Celta Vigo             |
| 9   | MED  | Yegor Titov           | 29 de mayo de 1976 (26 años)       | 30   | Spartak Moscow         |
| 10  | MED  | Aleksandr Mostovoi    | 22 de agosto de 1968 (33 años)     | 59   | Celta Vigo             |
| 11  | DEL  | Vladimir Beschastnykh | 1 de abril de 1974 (28 años)       | 64   | Spartak Moscow         |
| 12  | POR  | Stanislav Cherchesov  | 2 de septiembre de 1963 (38 años)  | 49   | Tirol Innsbruck        |
| 13  | DEF  | Vyacheslav Dayev      | 6 de septiembre de 1972 (29 años)  | 7    | CSKA Moscow            |
| 14  | DEF  | Igor Chugainov        | 6 de abril de 1970 (32 años)       | 30   | Uralan Elista          |
| 15  | MED  | Dmitri Alenichev      | 20 de octubre de 1972 (29 años)    | 43   | Porto                  |
| 16  | DEL  | Aleksandr Kerzhakov   | 27 de noviembre de 1982 (19 años)  | 3    | Zenit Saint Petersburg |
| 17  | MED  | Sergei Semak          | 27 de febrero de 1976 (26 años)    | 31   | CSKA Moscow            |
| 18  | DEF  | Dmitri Sennikov       | 24 de junio de 1976 (25 años)      | 4    | Lokomotiv Moscow       |
| 19  | DEL  | Ruslan Pimenov        | 25 de noviembre de 1981 (20 años)  | 1    | Lokomotiv Moscow       |
| 20  | MED  | Marat Izmailov        | 21 de septiembre de 1982 (19 años) | 8    | Lokomotiv Moscow       |
| 21  | MED  | Dmitri Khokhlov       | 22 de diciembre de 1975 (26 años)  | 39   | Real Sociedad          |
| 22  | DEL  | Dmitri Sychev         | 26 de octubre de 1983 (18 años)    | 3    | Spartak Moscow         |
| 23  | POR  | Aleksandr Filimonov   | 15 de octubre de 1973 (28 años)    | 16   | Uralan Elista          |

Nota: los partidos jugados incluyen los de la URSS, la CEI y Rusia, mientras que los de otros países, como Ucrania, no se cuentan.

## Participación

### Primera fase

#### Grupo H
| Equipo  | Pts | PJ | PG | PE | PP | GF | GC | Dif |
| ------- | --- | -- | -- | -- | -- | -- | -- | --- |
| Japón   | 7   | 3  | 2  | 1  | 0  | 5  | 2  | 3   |
| Bélgica | 5   | 3  | 1  | 2  | 0  | 6  | 5  | 1   |
| Rusia   | 3   | 3  | 1  | 0  | 2  | 4  | 4  | 0   |
| Túnez   | 1   | 3  | 0  | 1  | 2  | 1  | 5  | -4  |

| 5 de junio de 2002, 15:30 | Rusia                         | 2:0 (0:0) | Túnez | Estadio de las Alas, Kōbe                                               |                                                                         |
|                           | Titov 59' · Karpin 64' (pen.) | Reporte   |       | Asistencia: 30.957 espectadores Árbitro(s): Peter Prendergast (Jamaica) | Asistencia: 30.957 espectadores Árbitro(s): Peter Prendergast (Jamaica) |

| 9 de junio de 2002, 20:30 | Japón       | 1:0 (0:0) | Rusia | Estadio Internacional, Yokohama                                    |                                                                    |
|                           | Inamoto 51' | Reporte   |       | Asistencia: 66.108 espectadores Árbitro(s): Markus Merk (Alemania) | Asistencia: 66.108 espectadores Árbitro(s): Markus Merk (Alemania) |

| 14 de junio de 2002, 15:30 | Bélgica                            | 3:2 (1:0) | Rusia                        | Estadio Ecopa, Shizuoka                                                    |                                                                            |
|                            | Walem 7' · Sonck 78' · Wilmots 82' | Reporte   | Beschástnyj 52' · Sychev 88' | Asistencia: 46.640 espectadores Árbitro(s): Kim Milton Nielsen (Dinamarca) | Asistencia: 46.640 espectadores Árbitro(s): Kim Milton Nielsen (Dinamarca) |